# Eriosema floribundum
Eriosema floribundum är en ärtväxtart som beskrevs av George Bentham. Eriosema floribundum ingår i släktet Eriosema och familjen ärtväxter. Inga underarter finns listade i Catalogue of Life.